# Jaume Roure
Jaume Roure és un polític nordcatalà. El 1972 fou un dels fundadors de l'Esquerra Catalana dels Treballadors (ECT). El 1992 fou un dels impulsors d'Unitat Catalana i va obtenir 605 vots (l'1,63%) al districte de Sant Jaume-Cerdanya a les eleccions legislatives de 1993. Més tard es va unir a la llista Perpignan-Oxygène de Joan Pau Alduy i fou nomenat adjunt del batlle i president de la regidoria de Cultura Catalana de la Vila de Perpinyà des de 1998.
Va néixer al 1944 i va passar la majoria de la seva infància a l'Àfrica on el seu pare, creador del Grup Cultural de Joventut Catalana i distingit per la Creu de Sant Jordi, era administrador de la França d’ultra mar. La seva vida professional va començar amb alts estudis comercials i va ser dedicada a les assegurances. Sempre implicant-se paral·lelament per Catalunya.
Va crear les 6 hores de cançó catalana, primera manifestació de cultura catalana moderna i reivindicativa. Va acollir a Cat Nord durant l’època del franquisme i en el període de transició, l’essencial de la nova cançó catalana: Lluís Llach, Raimon, Maria del Mar Bonet... com també altres cantants de cultures minoritzades. Amb el grup jove també va crear la Llibreria Catalana. Primer sota la forma d’un camió itinerant, després instal·lada a Perpinyà on encara es troba.
Va participar en la creació de La Bressola, de la Universitat Catalana d’Estiu, de la Penya Barcelonista, ... Un gran recorregut cultural. Va entendre que calia anar més enllà i tenir la possibilitat de decidir. Cosa que el va incitar a comprometre’s en la política on es va destacar. Amb -entre altres- en Miquel Mayol, va crear l’Esquerra Catalana dels Treballadors, font del catalanisme polític de Catalunya Nord. Va aconseguir crear una UNITAT darrera de l’Andreu Barrere a les eleccions regionals del 1986 i es va presentar a les municipals del 1989 a Perpinyà amb una llista anomenada Unitat Catalana. Tinent d’alcalde d’en Joan- Pau Alduy des del 1993 i vicepresident de la mancomunitat fins al 2014, va evidenciar la necessitat d’un elegit dedicat a la cultura catalana però també a les relacions transfrontereres amb la creació de la Casa de la Generalitat a Perpinyà, la delegació de la mancomunitat a Barcelona, i després a Girona. Va crear una nova escola La Bressola, va modificar la fisonomia de Perpinyà posant el català visible amb els noms de carrers i la retolació bilingüe, va eixamplar el coneixement del català amb el centre d’autoaprenentatge i la difusió de llibres i recursos en català a tots els centres de cultura, o encara amb cursos per a adults i pels empleats municipals, va fer que la cultura catalana sigues estimada amb Sant Jordi al carrer, Sant Joan Festa major, el nadal tradicional, el dictat en català, com també el suport al món cultural, ajudant per exemple a la creació del Casal Català Jaume 1er, i totes les associacions catalanes entre les quals Òmnium. Va fer tantes coses que és impossible citar-les totes. Encara manté el seu compromís treballant per Catalunya tot i no tenir càrrec electe.
Sovint diu amb humilitat que no ha inventat res. Que només ha copiat allò que funcionava a altres llocs. Però aquí a Cat Nord, els seus actes, tots els copien. Molts ajuntaments a Catalunya Nord tenen ara una regidoria dedicada a la catalanitat. Gràcies a ell, aquesta persona que sovint ha tingut raó abans de tothom i que ha hagut de lluitar per coses que ara tots considerem normal.
L’any 2016 va rebre el Premi Joan Blanca de Perpinyà la Catalana, que precisament ell havia creat anys abans (1994), per  distingir la gent que lluita i que s'ha destacat per la seva trajectòria catalana.
Quan l’Ajuntament de Perpinyà va decidir no renovar el registre de la marca Perpinyà la Catalana, en Jaume Roure va crear una nova associació amb el mateix nom i n’ha fet el nou registre. Per aquest motiu ara està pendent de judici al tribunal demandat per l’Ajuntament de Perpinyà.